# Glaucidium sanchezi
Glaucidium sanchezi е вид птица от семейство Совови (Strigidae).

## Разпространение
Видът е разпространен в Мексико.